# Hood Green
Hood Green – wieś w Anglii, w hrabstwie ceremonialnym South Yorkshire, w dystrykcie metropolitalnym Barnsley. Leży 16 km na północ od miasta Sheffield i 243 km na północny zachód od Londynu.